# Jean de Genève (évêque)
Pour les articles homonymes, voir Jean de Genève.
Jean de Genève, mort en 1297, est un prélat issu de la maison de Genève, évêque de Valence et Die du XIIIe siècle.

## Biographie

### Origines
Jean est le cinquième fils du comte Rodolphe de Genève et Marie de Coligny, dame de Varey en Bugey, fille d'Albert III, seigneur de la Tour du Pin, et de Béatrix dame de Coligny,. Il a ainsi six frères et sœurs.
L'aîné Aymon († 18 novembre 1280), succède à leur père, ainsi que le quatrième fils Amédée († 22 mai 1308). Le second, Guy († 1294), et le troisième, Henri, font une carrière religieuse,.

### Carrière ecclésiastique
Jean est le seizième prieur de Nantua après 1266 et garde la fonction jusqu'à sa mort. En 1280, il est abbé de Saint-Seine, dans le diocèse de Langres où son oncle Gui est évêque.
Dans son testament établit le 18 novembre 1280, le comte de Genève Aymon II le désigne comme exécuteur testamentaire, au côté de leur oncle Gui.
En 1283, le siège du diocèse de Valence est vacant. Henri, son frère aîné, se présente et est élu évêque de Valence et Die,. L'élection est annulée et cassée par le pape Martin IV,. Le pape le nomme à sa place quelque temps après,, par décret du 13 février 1283.
En 1283, il reçoit l'hommage de ses vassaux, notamment de Roger d'Anduze, seigneur de La Voulte. Des tensions, puis une guerre éclate entre les deux hommes. Une trêve est signée en 1294, cependant le fils de Roger Bermond, Bermond, attaquent avec ses hommes et détruisent un château épiscopal. Le roi intervient en condamnant Roger Bermond à le reconstruire et à payer à l'évêque « 2000 marcs d'argent comme dommages et intérêts et 2000 livres tournois au roi à titre d’amende ».

### Régeste genevois(1866)
1. ↑  Document du 8 juin 1241 (REG 0/0/1/737).
2. ↑  Document du 18 novembre 1280), (REG 0/0/1/1170).
3. ↑  Décret du 13 février 1283, (REG 0/0/1/1185 BIS).

### Autres références
1. 1 2 3 4 5 6 7  Duparc 1978, p. 188-189 (Lire en ligne).
2. 1 2 3 4 5 6  Louis Boisset, Un concile provincial au treizième siècle : Vienne 1289 : église locale et société, vol. 21 de Théologie historique, Éditions Beauchesne, 1973, 359 p. (ISBN 978-2-7010-0055-8, lire en ligne), p. 119-120.
3. ↑  Jean Irénée Depéry, Histoire hagiologique de Belley ou recueil des vies des saints, P.-F. Bottier, 1834, 405 pages, page 85 (Lire en ligne).
4. 1 2 3 4  Pierre-Yves Laffont, Atlas des châteaux du Vivarais (Xe au XIIIe siècle), Lyon, Alpara, coll. « DARA », 2004, 286 p. (ISBN 978-2-9516145-5-0, lire en ligne), p. 238-250